# Longineu Parsons III
Longineu Warren Parsons III (/'lɒndʒinju: 'wɒrən 'parsənz/; Parigi, 16 febbraio 1980) è un musicista statunitense, storico batterista degli Yellowcard, di cui è stato uno dei membri fondatori, dal 1997 al 2014. Ha anche un progetto rap-rock con Miles M. Davis chiamato LPMD ed una band chiamata This Legend. È comunemente soprannominato "LP". Suo padre, Longineu W. Parsons II, è un trombettista jazz e professore universitario di musica.

## Carriera
Nato a Parigi, si è poi trasferito col padre a Jacksonville, in Florida, dove ha frequentato la Douglas Anderson School of the Arts. In seguito ha ottenuto una borsa di studio per la University of Rochester, ma ha abbandonato gli studi poco dopo. Sin da bambino ha sempre avuto la passione per la musica, e già all'età di due anni ha iniziato ad avere i primi contatti con il suo strumento, la batteria, suonandola con l'aiuto di Max Roach (con il quale il padre era in tournée) nei momenti di tempo libero della band del padre, chiamata Tribal Disorder, in cui entra a far parte da adolescente e con la quale si è esibito persino di fronte a 25.000 persone. Nel 1997 assieme ad alcuni compagni della high school, fonda gli Yellowcard, con cui pubblica il primo CD, Midget Tossing, seguito da Where We Stand nel 1999 e dall'EP Still Standing l'anno successivo. Nel frattempo, così come gli altri membri della band, Longineu ha lavorato in un call center fino a fine 2001 per arrotondare. Nel 2001 gli Yellowcard danno alla luce il terzo album, One for the Kids, grazie al quale ottengono un contratto con la major Capitol Records, attraverso la quale fanno uscire l'EP The Underdog nel 2002 e l'album Ocean Avenue nel 2003. Con questo disco la band si consacra come uno dei gruppi di maggior successo nel proprio genere, dato che l'album vende più di 2 milioni di copie nei soli Stati Uniti.
Il lavoro successivo a Ocean Avenue è Lights and Sounds (2006), un album che nonostante il buon esordio (diventa subito disco d'oro) non riesce a ripetere il successo del precedente e si ferma a sole 315.000 copie vendute. La band decide allora di rientrare subito in studio e produce Paper Walls, uscito nel 2007. Anche questo disco però si rivela di poco impatto commerciale, probabilmente anche a causa di problemi finanziari della Capitol Records, che decide di non effettuare pubblicità per l'album. Scoraggiati da questa situazione, gli Yellowcard decidono di prendere una pausa per riordinare le idee e concentrarsi sulle proprie vite personali. Tra il 2008 e il 2010 la band non effettua concerti. Nel 2008 si diffondono voci che vogliono Longineu come nuovo batterista dei Lostprophets in sostituzione di Ilan Rubin, ma il diretto interessato smentisce quest'ipotesi. Nel frattempo suona per Adam Lambert nei live del cantante.
A fine 2010 con un messaggio del cantante Ryan Key, gli Yellowcard comunicano a tutti i loro fan che la band ha deciso di riunirsi e sta preparando un nuovo album. Longineu lascia così la band di Adam Lambert per concentrarsi unicamente sul suo gruppo. When You're Through Thinking, Say Yes esce ad inizio 2011 tramite Hopeless Records ed è positivamente accolto da critici e fan, ottenendo un discreto successo commerciale. A fine anno esce anche la versione acustica dell'album, mentre nell'agosto del 2012 il gruppo pubblica il suo ottavo album, Southern Air.
In occasione del decimo anniversario di Ocean Avenue, l'album che li ha resi famosi, gli Yellowcard registrano una versione acustica dello stesso (chiamata per l'appunto Ocean Avenue Acoustic), che è pubblicata il 13 agosto 2013.
Il 13 marzo 2014, con un messaggio su Facebook, la band annuncia che Longineu non fa più parte del gruppo.
Qualche tempo dopo la separazione dalla band, ha suonato alcuni concerti assieme all'ex chitarrista degli Yellowcard Ben Harper. Poco dopo, è stato rivelato che i due hanno formato una nuova band assieme a Chris Castillo e Steven Neufeld, dal nome This Legend.
Oltre agli Yellowcard, Longineu ha lanciato un duo con Miles M. Davis chiamato LPMD. Il gruppo ha pubblicato a fine 2011 il suo primo lavoro, Off the Record, il cui ricavato viene devoluto in beneficenza in parte al Giappone per la crisi di Fukushima, in parte per la lotta alla pesca delle balene. Nello stesso periodo ha registrato assieme al padre un album jazz da solista, intitolato Defining Me; il disco è uscito nel giugno del 2012. Il 23 luglio 2013 è uscito il nuovo EP degli LPMD, intitolato Closer to That Sky.
Prima di ogni sua esibizione è solito passare all'incirca un quarto d'ora ascoltando le canzoni delle sue band preferite e mimando i movimenti della batteria, in modo da arrivare già pronto e riscaldato sul palco.

## Vita privata
È fidanzato con l'attrice Joan Murray dal 12 settembre 2008 e vive a West Hollywood, in California. Possiede un cane di nome Falco e ha numerosi tatuaggi: sul braccio destro ne ha uno molto grande che raffigura Predator mentre si toglie la maschera; appena sopra c'è un tatuaggio nero con al centro una Y e una C viola, a indicare Yellowcard, fatto a 17 anni e ricolorato più volte. Sul polpaccio sinistro ha una raffigurazione dell'amico Dimebag Darrell, chitarrista dei Pantera ucciso nel 2004 durante un concerto; sempre di Darrell ha un tatuaggio sul braccio sinistro con la sua chitarra e la sua data di nascita e di morte. Poco sopra c'è il simbolo della Harley Davidson (LP ha anche la passione delle moto) e un altro grande tatuaggio con un teschio che rappresenta LP stesso, delle note che rappresentano la sua professione e degli spettri che sono gli spiriti delle grandi persone morte a cui LP si ispira. Scendendo si trova poi il simbolo del Warped Tour e il suo soprannome, "Animal", scritto sopra un teschio (la stessa scritta è anche presente all'interno della bocca di LP), più il logo degli Slayer con l'abbreviazione YC (Yellowcard) al centro. Sul polpaccio destro ha invece un tatuaggio che rappresenta il suo vecchio serpente Ronald, morto mentre la band era in tour, avvolto attorno a un teschio (sempre a indicare LP), assieme a una bacchetta della batteria. Sul polso sinistro ha un tatuaggio a metà con la fidanzata Joan Murray che rappresenta delle stelle, fatto in un momento di poca lucidità dopo una notte passata di bar in bar, e la scritta "Shit yeah, motherfucker", che è una canzone composta per scherzo dagli Yellowcard nel periodo di Ocean Avenue e talvolta improvvisata live. Cody James, l'addetto alle luci della band, gli ha poi tatuato sullo stinco sinistro la scritta "Blood, sweat and tears" (Sangue, sudore e lacrime), che simboleggia l'impegno e la passione che LP ha da sempre messo nella musica. Su quello destro ha invece Pennywise, il pagliaccio malvagio della serie televisiva It.
Oltre all'inglese, sa parlare il creolo delle Antille, avendo vissuto per 5 anni in Guadalupa. Tra le band che lo hanno influenzato, ha citato Anthrax, Slayer, Green Day, Nirvana, Megadeth, Pantera, Miles Davis e John Coltrane. Nel 2007 ha creato una propria linea di vestiti chiamata Animal Wear Clothing. Possiede una collezione di coltelli; con uno di questi, nel 2007, si è procurato un grosso taglio alla mano poco prima di uno show nella città natale di Jacksonville, riuscendo tuttavia a suonare con una medicazione. Ha partecipato al progetto BandHappy in qualità di insegnante di batteria.
Nonostante abbia fatto parte di tutte le diverse lineup degli Yellowcard dal 1997 al 2014, gli unici ex membri con cui è rimasto in contatto costantemente sono Ben Dobson (il primo cantante) e Warren Cooke (il bassista).

## Discografia

### Con gli Yellowcard

#### Album in studio
- 1997 – Midget Tossing
- 1999 – Where We Stand
- 2001 – One for the Kids
- 2003 – Ocean Avenue
- 2006 – Lights and Sounds
- 2007 – Paper Walls
- 2011 – When You're Through Thinking, Say Yes
- 2011 – When You're Through Thinking, Say Yes (Acoustic)
- 2012 – Southern Air
- 2013 – Ocean Avenue Acoustic
- 2014 – Lift a Sail

#### Album dal vivo
- 2004 – Sessions@AOL
- 2008 – Live from Las Vegas at the Palms

#### Raccolte
- 2011 – Greatest Hits
- 2011 – Greatest Hits Tour Edition

### Con gli LPMD
- 2011 - Off the Record
- 2013 - Closer to That Sky (EP)

### Come solista
- 2012 - Defining Me